# Родри ап Хивайд
Родри (Риддерх; валл. Rhodri, Rhydderch; 845—905) — король Диведа (904—905).

## Биография
Родри был младшим сыном Хивайда и наследником своего старшего брата Лливарха на престоле Диведа.
В то время Дивед вёл войну с соседним Сейсиллугом. Король Каделл ап Родри и его сын Хивел ап Каделл захватили Дивед и убили Родри в битве при Арвистли. Либо же, он был казнён обезглавливанием по приказу Каделла.
Власть в Диведе перешла в руки Хивела, который был женат на Элейн, племяннице Родри.